# Дорожные знаки Таджикистана
В списке приведены дорожные знаки, используемые в Таджикистане. Дорожные знаки в Таджикистане во многом похожи на дорожные знаки, используемые в России и странах СНГ (Азербайджан, Армения, Белоруссия, Казахстан, Кыргызстан, Узбекистан), поскольку Таджикистан был частью Советского союза до его распада в 1991 году.
Знаки установлены правилами дорожного движения, утверждены Постановлением Правительства Республики Таджикистан от 29 июня 2017 года № 323 «О Правилах дорожного движения», Законом Республики Таджикистан от 17 мая 2018 года № 1533 «О Правилах дорожного движения». Правила применения и производства знаков определены в межгосударственном стандарте ГОСТ 32945-2014. Изображения дорожных знаков определены стандартом ГОСТ 10807-78, введённым 1 января 1980 года во времена СССР, но утратил силу в РФ 1 января 2006 года.
Дорожные знаки, устанавливаемые на автомобильных дорогах в Таджикистане, разделены на следующие категории:
- предупреждающие знаки;
- знаки приоритета;
- запрещающие знаки;
- предписывающие знаки;
- информационно-указательные знаки;
- знаки сервиса;
- знаки дополнительной информации (таблички).

## Предупреждающие знаки
Предупреждающие знаки информируют водителей о приближении к опасному участку дороги, движение по которому требует принятия мер, соответствующих дорожной обстановке. Большинство из них имеют форму равностороннего треугольника белого цвета с красной каймой.
Знаки 1.1, 1.2, 1.5—1.30, 1.32—1.35 устанавливаются вне населённых пунктов на расстоянии от 150 до 300 метров, а в населённых пунктах — как правило, на расстоянии от 50 до 100 метров до начала опасного участка дороги. При необходимости (начало опасного участка дороги скрыто от водителя крутым поворотом, переломом продольного профиля, зданием и т. п.) указанные знаки могут быть установлены на ином расстоянии, которое в таком случае указывается на табличке 7.1.1.
На таких участках водители должны предпринять действия, направленные на повышение безопасности дорожного движения.
| Номер знака | Изображение | Название                                     | Пояснение |
| ----------- | ----------- | -------------------------------------------- | --- |
| 1.1         |             | Железнодорожный переезд со шлагбаумом        | Предупреждает о приближении к железнодорожному переезду, оборудованному шлагбаумом. Повторяется вне населённых пунктов на расстоянии от 20 до 50 метров до начала опасного участка дороги. |
| 1.2         |             | Железнодорожный переезд без шлагбаума        | Предупреждает о приближении к железнодорожному переезду, не оборудованному шлагбаумом. Повторяется вне населённых пунктов на расстоянии от 20 до 50 метров до начала опасного участка дороги. |
| 1.3.1       |             | Однопутная железная дорога                   | Предупреждение о переезде через железную дорогу с одним путём. Устанавливается непосредственно перед железнодорожным переездом. |
| 1.3.2       |             | Многопутная железная дорога                  | Предупреждение о переезде через железную дорогу с двумя и более путями. Устанавливается непосредственно перед железнодорожным переездом. |
| 1.4.1       |             | Приближение к железнодорожному переезду      | Дополнительное предупреждение о приближении к железнодорожному переезду вне населённых пунктов. Устанавливается на правой стороне дороги за 150—300 метров. |
| 1.4.2       |             | Приближение к железнодорожному переезду      | Дополнительное предупреждение о приближении к железнодорожному переезду вне населённых пунктов. Устанавливается на правой стороне дороги посередине между знаками 1.4.1 и 1.4.3. |
| 1.4.3       |             | Приближение к железнодорожному переезду      | Дополнительное предупреждение о приближении к железнодорожному переезду вне населённых пунктов. Устанавливается на правой стороне дороги за 20—50 метров. |
| 1.4.4       |             | Приближение к железнодорожному переезду      | Дополнительное предупреждение о приближении к железнодорожному переезду вне населённых пунктов. Устанавливается на левой стороне дороги, имеющей 4 и более полосы, напротив знака 1.4.1. |
| 1.4.5       |             | Приближение к железнодорожному переезду      | Дополнительное предупреждение о приближении к железнодорожному переезду вне населённых пунктов. Устанавливается на левой стороне дороги, имеющей 4 и более полосы, напротив знака 1.4.2. |
| 1.4.6       |             | Приближение к железнодорожному переезду      | Дополнительное предупреждение о приближении к железнодорожному переезду вне населённых пунктов. Устанавливается на левой стороне дороги, имеющей 4 и более полосы, напротив знака 1.4.3. |
| 1.5         |             | Пересечение с трамвайной линией              | Предупреждает о приближении к пересечению с трамвайными путями вне перекрёстка или перед перекрёстком при ограниченной видимости трамвайных путей (менее 50 м). Приближаясь к такому пересечению, водитель должен быть особо внимателен, так как в большинстве случаев трамвай имеет преимущественное право на движение, то есть водитель должен уступить дорогу трамваю.                                                                                 |
| 1.6         |             | Конец дороги с усовершенствованным покрытием | Предупреждает о приближении к переходу дороги с усовершенствованным покрытием в гравийную или грунтовую дорогу. |
| 1.7         |             | Пересечение с круговым движением             | Предупреждает о приближении к перекрёстку, на котором организовано круговое движение. |
| 1.8         |             | Светофорное регулирование                    | Предупреждает о приближении к перекрёстку, пешеходному переходу или участку дороги, движение на которых регулируется светофором. |
| 1.9         |             | Разводной мост или паромная переправа        | Предупреждает о приближении к разводному мосту или паромной переправе. Повторяется вне населённых пунктов на расстоянии от 20 до 50 метров до начала опасного участка дороги. |
| 1.10        |             | Выезд на набережную                          | Предупреждает о выезде на набережную, берег водоёма, где имеется опасность съезда транспортного средства в воду. Повторяется вне населённых пунктов на расстоянии от 20 до 50 метров до начала опасного участка дороги. |
| 1.11.1      |             | Опасный поворот                              | Предупреждает о закруглении дороги малого радиуса или с ограниченной обзорностью направо. Водитель должен помнить, что на таких участках запрещены такие манёвры как обгон, разворот и движение задним ходом. |
| 1.11.2      |             | Опасный поворот                              | Предупреждает о закруглении дороги малого радиуса или с ограниченной обзорностью налево. Водитель должен помнить, что на таких участках запрещены такие манёвры как обгон, разворот и движение задним ходом. |
| 1.12.1      |             | Опасные повороты                             | Предупреждает о приближении к участку дороги с двумя и более опасными поворотами, следующими друг за другом, первый поворот направо. При трёх и более поворотах применяется с табличкой 7.7, а также может применяться с табличкой 7.2.1. Водитель должен помнить, что на таких участках запрещены такие манёвры как обгон, разворот и движение задним ходом.                                                                                             |
| 1.12.2      |             | Опасные повороты                             | Предупреждает о приближении к участку дороги с двумя и более опасными поворотами, следующими друг за другом, первый поворот налево. При трёх и более поворотах применяется с табличкой 7.7, а также может применяться с табличкой 7.2.1. Водитель должен помнить, что на таких участках запрещены такие манёвры как обгон, разворот и движение задним ходом.                                                                                              |
| 1.13        |             | Крутой спуск                                 | Цифрами указывается уклон в процентах. Может устанавливаться без таблички 7.1.1 непосредственно перед началом спуска, если спуски и подъёмы следуют один за другим. При наличии препятствия для дорожного движения водитель, движущийся на спуск, должен уступить дорогу. |
| 1.14        |             | Крутой подъём                                | Цифрами указывается уклон в процентах. Может устанавливаться без таблички 7.1.1 непосредственно перед началом подъёма, если спуски и подъёмы следуют один за другим. При наличии препятствия для дорожного движения водитель, движущийся на спуск, должен уступить дорогу. |
| 1.15        |             | Скользкая дорога                             | Предупреждает о приближении к участку дороги с повышенной скользкостью. |
| 1.16        |             | Неровная дорога                              | Предупреждает об участке дороги с неровностями на проезжей части (волны, наплывы, гребёнка и т. п.). |
| 1.17        |             | Выброс щебня                                 | Предупреждает об участке дороги с усовершенствованным покрытием, на котором возможен выброс щебня, гравия из-под колес транспортных средств. |
| 1.18.1      |             | Сужение дороги                               | Сужение с обеих сторон |
| 1.18.2      |             | Сужение дороги                               | Сужение справа |
| 1.18.3      |             | Сужение дороги                               | Сужение слева |
| 1.19        |             | Двустороннее движение                        | Начало участка дороги (проезжей части дороги) со встречным движением после участка дороги с односторонним движением. |
| 1.20        |             | Впереди пешеходный переход                   | Предупреждает о приближении к нерегулируемому пешеходному переходу, обозначенному знаками 5.16.1, 5.16.2 и (или) горизонтальной дорожной разметкой 1.14.1, 1.14.2. |
| 1.21        |             | Дети                                         | Предупреждает о приближении к участку дороги, на котором возможно появление детей с территории детского или иного учреждения (школы, оздоровительного лагеря, больницы и т. п.), прилегающего непосредственно к дороге. Повторяется вне населённых пунктов на расстоянии от 20 до 50 метров до начала опасного участка дороги. |
| 1.22        |             | Пересечение с велосипедной дорожкой          | Предупреждает о пересечении велосипедной дорожки с проезжей частью дороги вне перекрёстка. |
| 1.23        |             | Дорожные работы                              | Предупреждает об участке дороги, на котором выполняются ремонтные и другие работы. Повторяется вне населённых пунктов на расстоянии от 20 до 50 метров до начала опасного участка дороги. Повторяется также в населённых пунктах непосредственно у начала участка проведения ремонтных и других работ. |
| 1.24        |             | Перегон скота                                | Предупреждает о приближении к участку дороги, на котором возможно появление скота. |
| 1.25        |             | Дикие животные                               | Предупреждает о приближении к участку дороги, проходящему по территории заповедников (охотничьих хозяйств, лесных массивов и т. п.), на котором возможно появление диких животных. |
| 1.26        |             | Падение камней                               | Предупреждает о приближении к участку дороги, на котором возможны обвалы, оползни, падение камней. |
| 1.27        |             | Боковой ветер                                | Предупреждает о приближении к участку дороги, на котором возможны сильный боковой ветер или его внезапные порывы. |
| 1.28        |             | Низколетящие самолёты                        | Предупреждает о приближении к участку дороги вблизи аэродромов либо над которым пролетают самолёты или вертолёты на небольшой высоте. |
| 1.29        |             | Аварийно-опасный участок                     | Предупреждает о приближении к участку дороги, на котором часто совершаются дорожно-транспортные происшествия. Знак может сопровождаться одной из табличек 7.22.1—7.22.4, указывающей на вид опасности. |
| 1.30        |             | Прочие опасности                             | Предупреждает о приближении к опасному участку дороги, который невозможно обозначить другими предупреждающими знаками. |
| 1.31.1      |             | Направление поворота                         | Направление движения на повороте дороги малого радиуса с ограниченной обзорностью. (1.31.1, 1.31.2). Направление объезда препятствия для дорожного движения на ремонтируемом участке дороги. (1.31.1, 1.31.2). Направление объезда центрального островка на перекрестке с круговым движением. (1.31.1). Направление движения на Т-образном перекрестке, разветвлении дорог. (1.31.1—1.31.3). Направление объезда ремонтируемого участка дороги. (1.31.3). |
| 1.31.2      |             | Направление поворота                         | Направление движения на повороте дороги малого радиуса с ограниченной обзорностью. (1.31.1, 1.31.2). Направление объезда препятствия для дорожного движения на ремонтируемом участке дороги. (1.31.1, 1.31.2). Направление объезда центрального островка на перекрестке с круговым движением. (1.31.1). Направление движения на Т-образном перекрестке, разветвлении дорог. (1.31.1—1.31.3). Направление объезда ремонтируемого участка дороги. (1.31.3). |
| 1.31.3      |             | Направление поворота                         | Направление движения на повороте дороги малого радиуса с ограниченной обзорностью. (1.31.1, 1.31.2). Направление объезда препятствия для дорожного движения на ремонтируемом участке дороги. (1.31.1, 1.31.2). Направление объезда центрального островка на перекрестке с круговым движением. (1.31.1). Направление движения на Т-образном перекрестке, разветвлении дорог. (1.31.1—1.31.3). Направление объезда ремонтируемого участка дороги. (1.31.3). |
| 1.32        |             | Затор на дороге                              | Предупреждает о приближении к участку дороги, на котором возможно образование заторов. |
| 1.33        |             | Опасная обочина                              | Предупреждает о приближении к участку дороги с заниженной или разрушенной обочиной либо на котором ведутся работы по ремонту обочин. |
| 1.34        |             | Искусственная неровность                     | Предупреждает об искусственной неровности на дороге. Водителю необходимо снизить скорость. |
| 1.35        |             | Аварийно-опасный участок                     | Предупреждает о приближении к участку дороги, на котором часто совершаются дорожно-транспортные происшествия. Знак может сопровождаться одной из табличек 7.22.1—7.22.4, указывающей на вид опасности. |

## Знаки приоритета
Знаки приоритета (знаки преимущественного права проезда) устанавливают очерёдность проезда перекрёстков, пересечений проезжих частей или узких участков дорог, движение на которых не регулируется сигналами регулировщика или светофора. Основные знаки приоритета («Главная дорога», «Уступить дорогу» и «Движение без остановки запрещено») имеют особые формы. Это сделано для того, чтобы даже сзади каждый из них можно было безошибочно определить по форме.

Знак 2.1 устанавливается непосредственно перед перекрёстком, в том числе с табличкой 7.13 — перед перекрёстком со сложной планировкой или на котором главная дорога изменяет направление. При этом вне населённых пунктов перед перекрёстком, на котором главная дорога изменяет направление, знак 2.1 повторяется: первый знак 2.1 с табличками 7.1.1 и 7.13 устанавливается на расстоянии от 100 до 150 метров до перекрёстка, второй знак 2.1 с табличкой 7.13 — непосредственно перед перекрёстком.
Знак 2.1, установленный со знаком 5.22.1 или 5.22.2, предоставляет преимущество при проезде всех перекрёстков населённого пункта, расположенных на данной дороге.
Установленные на регулируемых перекрёстках знаки 2.1, 2.4, 2.5 не определяют очерёдность проезда перекрёстков и отдельных проезжих частей дороги, а информируют водителей, что перекрёстки являются обозначенными.
Знак 2.4 устанавливается непосредственно перед перекрёстком, а при наличии полосы разгона — перед началом этой полосы. Перед перекрёстком, на котором главная дорога изменяет направление, знак 2.4 устанавливается с табличкой 7.13.
Вне населённых пунктов на дорогах с усовершенствованным покрытием знак 2.4 с табличкой 7.1.1 или 7.1.2 устанавливается на расстоянии от 150 до 300 метров до перекрёстка. В населённых пунктах знак 2.4 с табличкой 7.1.1 или 7.1.2 может устанавливаться на расстоянии от 50 до 100 метров до перекрёстка.
| Номер знака | Изображение | Название                               | Пояснение |
| ----------- | ----------- | -------------------------------------- | --- |
| 2.1         |             | Главная дорога                         | Предоставляется право преимущественного проезда перекрёстка (пересечения проезжих частей дорог). |
| 2.2         |             | Конец главной дороги                   | Отменяется право преимущественного проезда перекрёстка (пересечения проезжих частей дорог). |
| 2.3.1       |             | Пересечение со второстепенной дорогой  | Предупреждает о близости пересечения с второстепенными дорогами одновременно справа и слева |
| 2.3.2       |             | Примыкание второстепенной дороги       | Предупреждает о близости примыкания второстепенной дороги справа |
| 2.3.3       |             | Примыкание второстепенной дороги       | Предупреждает о близости примыкания второстепенной дороги слева |
| 2.3.4       |             | Примыкание второстепенной дороги       | Предупреждает о близости примыкания второстепенной дороги справа |
| 2.3.5       |             | Примыкание второстепенной дороги       | Предупреждает о близости примыкания второстепенной дороги слева |
| 2.3.6       |             | Примыкание второстепенной дороги       | Предупреждает о близости примыкания второстепенной дороги справа |
| 2.3.7       |             | Примыкание второстепенной дороги       | Предупреждает о близости примыкания второстепенной дороги слева |
| 2.4         |             | Уступить дорогу                        | Необходимо уступить дорогу транспортным средствам движущимся по пересекаемой дороге, а при наличии таблички 7.13 — транспортным средствам, движущимся по главной дороге, а также справа по равнозначной дороге. Знак, установленный на главной дороге, обозначает также конец главной дороги. |
| 2.5         |             | Движение без остановки запрещено       | Запрещается движение без остановки перед «стоп-линией» (знаком 5.33, горизонтальной дорожной разметкой 1.12), а при её отсутствии — перед краем пересекаемой проезжей части дороги. Необходимо уступить дорогу транспортным средствам, движущимся по пересекаемой дороге, а при наличии таблички 7.13 — транспортным средствам, движущимся по главной дороге, а также справа по равнозначной дороге. Знак 2.5 может быть установлен перед железнодорожным переездом. В этом случае, когда движение через переезд не запрещено, водитель должен остановиться перед «стоп-линией» (знаком 5.33, горизонтальной дорожной разметкой 1.12), а при её отсутствии — перед знаком 2.5. |
| 2.6         |             | Преимущество встречного движения       | Запрещается въезд на узкий участок дороги, если это может затруднить встречное движение. Водитель должен уступить дорогу встречным транспортным средствам, находящимся на узком участке или противоположном подъезде к нему. Если навстречу движется мотоцикл без коляски, и с ним возможно разъехаться на узком участке, то можно продолжать движение. |
| 2.7         |             | Преимущество перед встречным движением | Участок дороги, при движении по которому водитель пользуется преимуществом по отношению к встречным транспортным средствам. |

## Запрещающие знаки
Запрещающие и ограничивающие знаки вводят или отменяют определённые ограничения движения. Большинство из них круглой формы, белые с красной каймой.
Ряд знаков имеют ограничения, то есть не распространяют своё действие на некоторые ТС.
Знаки 3.18.1 и 3.18.2 используются в случаях, когда необходимый порядок движения невозможно достичь установкой знаков 4.1.1 — 4.1.5.
| Номер знака | Изображение | Название                                                                               | Пояснение |
| ----------- | ----------- | -------------------------------------------------------------------------------------- | --- |
| 3.1         |             | Въезд запрещён                                                                         | Запрещается въезд всех транспортных средств в данном направлении. Этот дорожный знак можно увидеть на дорогах с односторонним движением, на въезде против направления движения. Действие знака не распространяется: На маршрутные транспортные средства (только если знак расположен не на дорогах с односторонним движением). Действует до первого перекрёстка. Обиходное название знака — «кирпич». Запрещается применение с табличками 8.3.1 — 8.3.3 и 8.4.1 — 8.4.8 |
| 3.2         |             | Движение запрещено                                                                     | Запрещается движение всех транспортных средств. Действие знака не распространяется: 1) На транспортные средства организаций федеральной почтовой связи, имеющие на боковой поверхности белую диагональную полосу на синем фоне. 2) Транспортные средства, которые обслуживают предприятия, находящиеся в обозначенной зоне, а также обслуживают граждан или принадлежат гражданам, проживающим или работающим в обозначенной зоне. 3) На транспортные средства, управляемые инвалидами 1 и 2 групп, перевозящие таких инвалидов или детей инвалидов. 4) На маршрутные транспортные средства. Действует до первого перекрёстка. |
| 3.3         |             | Движение механических транспортных средств запрещено                                   | Запрещается движение механических транспортных средств. Действие знака не распространяется: 1) На транспортные средства организаций федеральной почтовой связи, имеющие на боковой поверхности белую диагональную полосу на синем фоне. 2) Транспортные средства, которые обслуживают предприятия, находящиеся в обозначенной зоне, а также обслуживают граждан или принадлежат гражданам, проживающим или работающим в обозначенной зоне. 3) На транспортные средства, управляемые инвалидами 1 и 2 групп, перевозящие таких инвалидов или детей инвалидов. 4) На маршрутные транспортные средства. Действует до первого перекрёстка. |
| 3.4         |             | Движение грузовых автомобилей запрещено                                                | Запрещается движение грузовых автомобилей и составов транспортных средств с разрешенной максимальной массой более 3,5 т (если на знаке не указана масса) или с разрешённой максимальной массой более указанной на знаке, а также тракторов и самоходных машин. Знак 3.4 не запрещает движение грузовых автомобилей, предназначенных для перевозки людей, транспортных средств организаций федеральной почтовой связи, имеющих на боковой поверхности белую диагональную полосу на синем фоне, а также грузовых автомобилей без прицепа с разрешённой максимальной массой не более 26 тонн, которые обслуживают предприятия, находящиеся в обозначенной зоне. В этих случаях транспортные средства должны въезжать в обозначенную зону и выезжать из неё на ближайшем к месту назначения перекрестке. Действует до первого перекрёстка. |
| 3.5         |             | Движение мотоциклов запрещено                                                          | Запрещается движение двухколёсных механических транспортных средств (кроме мопедов). Действие знака не распространяется: 1) На транспортные средства организаций федеральной почтовой связи, имеющие на боковой поверхности белую диагональную полосу на синем фоне. 2) Транспортные средства, которые обслуживают предприятия, находящиеся в обозначенной зоне, а также обслуживают граждан или принадлежат гражданам, проживающим или работающим в обозначенной зоне. Действует до первого перекрёстка. |
| 3.6         |             | Движение тракторов запрещено                                                           | Запрещается движение тракторов. Действие знака не распространяется: 1) На транспортные средства организаций федеральной почтовой связи, имеющие на боковой поверхности белую диагональную полосу на синем фоне. 2) Транспортные средства, которые обслуживают предприятия, находящиеся в обозначенной зоне, а также обслуживают граждан или принадлежат гражданам, проживающим или работающим в обозначенной зоне. Действует до первого перекрёстка. |
| 3.7         |             | Движение с прицепом запрещено                                                          | Запрещается движение грузовых автомобилей и тракторов с прицепом любого вида, а также запрещается буксировка транспортных средств. Действие знака не распространяется: 1) На транспортные средства организаций федеральной почтовой связи, имеющие на боковой поверхности белую диагональную полосу на синем фоне. 2) Транспортные средства, которые обслуживают предприятия, находящиеся в обозначенной зоне, а также обслуживают граждан или принадлежат гражданам, проживающим или работающим в обозначенной зоне. Действует до первого перекрёстка. |
| 3.8         |             | Движение гужевых повозок запрещено                                                     | Запрещается движение гужевых повозок любого типа, а также вьючных и верховых животных. Действие знака не распространяется: 1) На транспортные средства организаций федеральной почтовой связи, имеющие на боковой поверхности белую диагональную полосу на синем фоне. 2) Транспортные средства, которые обслуживают предприятия, находящиеся в обозначенной зоне, а также обслуживают граждан или принадлежат гражданам, проживающим или работающим в обозначенной зоне. Действует до первого перекрёстка. |
| 3.9         |             | Движение на велосипедах запрещено                                                      | Запрещается движение на велосипедах и мопедах. Действует до первого перекрёстка. |
| 3.10        |             | Движение пешеходов запрещено                                                           | Запрещается движение пешеходов. Действует до первого перекрёстка. |
| 3.11        |             | Ограничение массы                                                                      | Запрещается движение транспортных средств (в том числе с прицепом), общая фактическая масса которых больше цифры на знаке. Действует до первого перекрёстка. |
| 3.12        |             | Ограничение массы, приходящейся на ось транспортного средства                          | Запрещается движение транспортных средств, у которых общая фактическая масса, приходящаяся на любую ось, превышает цифру на знаке. Действует до первого перекрёстка. Для двухосного транспортного средства на переднюю ось приходится 1/3 массы, на заднюю — 2/3. Если более 2 осей, то масса распределяется по ним равномерно. |
| 3.13        |             | Ограничение высоты                                                                     | Запрещён въезд любого транспортного средства, габариты которого (с грузом или без груза) превышают установленную цифру по высоте. Действует до первого перекрёстка. |
| 3.14        |             | Ограничение ширины                                                                     | Запрещён въезд любого транспортного средства, габариты которого (с грузом или без груза) превышают установленную цифру по ширине. Действует до первого перекрёстка. |
| 3.15        |             | Ограничение длины                                                                      | Запрещён въезд любого транспортного средства, габариты которого (с грузом или без груза) превышают установленную цифру по длине. Действует до первого перекрёстка. |
| 3.16        |             | Ограничение минимальной дистанции                                                      | Устанавливает минимальную дистанцию между транспортными средствами. Действует до первого перекрёстка либо до знака 3.31. |
| 3.17.1      |             | Таможня                                                                                | Запрещается проезд без остановки у контрольного пункта (таможни) |
| 3.17.2      |             | Опасность                                                                              | Запрещается проезд всех транспортных средств в связи с ДТП, пожаром, и т. д. |
| 3.17.3      |             | Контроль                                                                               | Запрещается проезд без остановки через контрольные пункты. |
| 3.18.1      |             | Поворот направо запрещён                                                               | Разрешается движение прямо, налево и в обратном направлении. Действие знака не распространяется на маршрутные транспортные средства. |
| 3.18.2      |             | Поворот налево запрещён                                                                | Разрешается движение прямо, направо и в обратном направлении. Действие знака не распространяется на маршрутные транспортные средства. |
| 3.19        |             | Разворот запрещён                                                                      | Разрешается движение прямо, направо и налево. Действие знака не распространяется на маршрутные транспортные средства. |
| 3.20        |             | Обгон запрещён                                                                         | Запрещён обгон всех транспортных средств. Запрещается обгон всех транспортных средств, кроме тихоходных транспортных средств, гужевых повозок, велосипедов, мопедов и двухколесных мотоциклов без бокового прицепа. Действует до первого перекрёстка, либо до знаков 3.21 и 3.31. |
| 3.21        |             | Конец зоны запрещения обгона                                                           | Этот знак отменяет действие знака «Обгон запрещен». Значит теперь водители при необходимости могут совершать обгон перед идущем транспортом, соблюдая при этом правила дорожного движения. |
| 3.22        |             | Обгон грузовым автомобилям запрещён                                                    | Запрещён обгон всех транспортных средств для автомобилей с разрешённой максимальной массой более 3,5 тонн. Действует до первого перекрёстка, либо до знаков 3.23 и 3.31 Запрещается также обгон одиночных транспортных средств, если они движутся со скоростью не более 30 км/ч. Тракторам запрещается обгон всех транспортных средств, кроме гужевых повозок и велосипедов. |
| 3.23        |             | Конец зоны запрещения обгона грузовым автомобилям                                      | Отменяет действие знака 3.22 |
| 3.24        |             | Ограничение максимальной скорости                                                      | Запрещён проезд со скоростью, превышающей указанную на знаке. Действует до первого перекрёстка, либо до знаков 3.25 или 3.31, а также до знака 3.24 с иным числовым значением. |
| 3.25        |             | Конец зоны ограничения максимальной скорости                                           | Отменяет действие знака 3.24 |
| 3.26        |             | Подача звукового сигнала запрещена                                                     | Запрещена подача звукового сигнала, кроме тех случав, когда это необходимо для предотвращения ДТП. Действует до первого перекрёстка либо до знака 3.31. |
| 3.27        |             | Остановка запрещена                                                                    | Запрещается остановка и стоянка транспортных средств. Действие знака не распространяется: На маршрутные транспортные средства. |
| 3.28        |             | Стоянка запрещена                                                                      | Запрещается стоянка всех транспортных средств. Не распространяется на ТС, управляемые инвалидами I и II групп, перевозящие таких инвалидов и детей-инвалидов, если на ТС установлен опознавательный знак «Инвалид». |
| 3.29        |             | Стоянка запрещена по нечётным числам месяца.                                           | Запрещается стоянка по нечётным числам месяца всех транспортных средств. |
| 3.30        |             | Стоянка запрещена по чётным числам месяца                                              | Запрещается стоянка по чётным числам месяца всех транспортных средств |
| 3.31        |             | Конец зоны всех ограничений                                                            | Отменяет действие знаков 3.16, 3.20, 3.22, 3.24, 3.26—3.30 |
| 3.32        |             | Движение транспортных средств с опасными грузами запрещено                             | Запрещается движение транспортных средств, оборудованных опознавательными знаками «Опасный груз». Действует до первого перекрёстка |
| 3.33        |             | Движение транспортных средств с взрывчатыми и легковоспламеняющимися грузами запрещено | Запрещается движение транспортных средств, осуществляющих перевозку взрывчатых веществ и изделий, а также других опасных грузов, подлежащих маркировке как легковоспламеняющиеся, кроме случаев перевозки указанных опасных веществ и изделий в ограниченном количестве, определяемом в порядке, установленном специальными правилами перевозки. Действует до первого перекрёстка |
| 3.34        |             | Движение автобусов запрещено                                                           | Запрещается движение автобусов. Дорожный знак 3.34 представляет собой круг в формате запрещающих дорожных знаков. В центре знака расположено изображение автобуса, аналогичное изображению, расположенному на табличке 8.4.4. |
| 3.35        |             | Конец зоны запрета движения автобусов                                                  | Отменяет действие знака 3.34 |

## Предписывающие знаки
Предписывающие знаки устанавливаются в непосредственной близости от места, где вступает в силу предписание, и могут повторяться, если компетентные органы считают это необходимым.
В случае, если перед перекрёстком установлены знаки 5.8.1 или 5.8.2, то знаки 4.1.1-4.1.6 не устанавливаются.
| Номер знака | Изображение | Название                                                     | Пояснение |
| ----------- | ----------- | ------------------------------------------------------------ | --- |
| 4.1.1       |             | Движение прямо                                               | Движение разрешено только прямо. |
| 4.1.2       |             | Движение направо                                             | Движение разрешено только направо. |
| 4.1.3       |             | Движение налево                                              | Движение разрешено только налево или из крайней левой полосы движения на разворот, если разметка или другие дорожные знаки не предписывают иное. |
| 4.1.4       |             | Движение прямо или направо                                   | Движение разрешено только прямо или направо. |
| 4.1.5       |             | Движение прямо или налево                                    | Движение разрешено только прямо, налево, а также разрешён разворот из крайней левой полосы движения, если разметка или другие дорожные знаки не предписывают иное. |
| 4.1.6       |             | Движение направо или налево                                  | Движение разрешено только налево или направо, а также разрешён разворот из крайней левой полосы движения, если разметка или другие дорожные знаки не предписывают иное. |
| 4.2.1       |             | Объезд препятствия справа                                    | Объезд островков безопасности и различного рода препятствий для дорожного движения, находящихся на проезжей части дороги, разрешается только со стороны, указанной стрелкой. |
| 4.2.2       |             | Объезд препятствия слева                                     | Объезд островков безопасности и различного рода препятствий для дорожного движения, находящихся на проезжей части дороги, разрешается только со стороны, указанной стрелкой. |
| 4.2.3       |             | Объезд препятствия справа или слева                          | Объезд островков безопасности и различного рода препятствий для дорожного движения, находящихся на проезжей части дороги, разрешается с любой стороны. |
| 4.3         |             | Круговое движение                                            | Разрешается объезд центрального островка на перекрёстке (площади) с круговым движением только в направлении, указанном стрелками. |
| 4.4         |             | Движение легковых автомобилей                                | Разрешается движение только легковых автомобилей и мотоциклов. |
| 4.5.1       |             | Велосипедная дорожка                                         | Разрешается движение только на велосипедах. Если при отсутствии тротуара или пешеходной дорожки по велосипедной дорожке разрешается движение пешеходов, вместо знака 4.5.1 устанавливается знак 4.5.3, при этом пешеходы не должны создавать препятствий для движения велосипедистов |
| 4.5.2       |             | Конец велосипедной дорожки                                   | Конец зоны действия знака 4.5.1. |
| 4.6.1       |             | Пешеходная дорожка                                           | Разрешается движение только пешеходам. Если при отсутствии велосипедной дорожки по пешеходной дорожке разрешается движение на велосипедах, вместо знака 4.6.1 устанавливается знак 4.6.3, при этом велосипедисты не должны создавать препятствий для движения пешеходов.             |
| 4.6.2       |             | Конец пешеходной дорожки                                     | Конец зоны действия знака 4.6.1. |
| 4.7         |             | Ограничение минимальной скорости                             | Разрешается движение только с указанной или с большей скоростью (км/ч), но не более предусмотренной пунктами 88 и 89 Правил. |
| 4.8         |             | Конец зоны ограничения минимальной скорости                  | Конец зоны действия знака 4.7. |
| 4.9.1       |             | Направление движения транспортных средств с опасными грузами | Движение транспортных средств с опознавательными знаками «Опасный груз» разрешается только в направлении, указанном на знаке: 4.9.1 — налево, 4.9.2 — прямо, 4.9.3 — направо. |
| 4.9.2       |             | Направление движения транспортных средств с опасными грузами | Движение транспортных средств с опознавательными знаками «Опасный груз» разрешается только в направлении, указанном на знаке: 4.9.1 — налево, 4.9.2 — прямо, 4.9.3 — направо. |
| 4.9.3       |             | Направление движения транспортных средств с опасными грузами | Движение транспортных средств с опознавательными знаками «Опасный груз» разрешается только в направлении, указанном на знаке: 4.9.1 — налево, 4.9.2 — прямо, 4.9.3 — направо. |

## Информационно-указательные знаки
Информационно-указательные знаки вводят или отменяют определённые режимы движения, а также информируют участников дорожного движения о расположении населённых пунктов и других объектов.
Зеленый или синий фон знаков 5.20.1—5.21.2, установленных вне населённого пункта (вставок на знаках 5.20.1, 5.20.2, отдельных полей знака 5.21.2), информирует о том, что движение к указанному населённому пункту или к другому объекту будет осуществляться соответственно по автомагистрали или по другой дороге. Зелёный или синий фон установленных в населённом пункте знаков 5.20.1—5.21.2 информирует о том, что после выезда из данного населённого пункта движение к указанному на знаке населённому пункту или к другому объекту будет осуществляться соответственно по автомагистрали или по другой дороге, белый фон — о том, что указанный объект находится в данном населённом пункте.
Фон знаков 5.24—5.26.1, 5.27, 5.28, установленных на автомагистрали, — зелёный.
| Номер знака | Изображение | Название                                                        | Пояснение |
| ----------- | ----------- | --------------------------------------------------------------- | --- |
| 5.1         |             | Автомагистраль                                                  | Знаки информируют о начале и конце дороги, на которой действуют специальные требования Правил, устанавливающие порядок дорожного движения на автомагистрали. |
| 5.2         |             | Конец автомагистрали                                            | Знаки информируют о начале и конце дороги, на которой действуют специальные требования Правил, устанавливающие порядок дорожного движения на автомагистрали. |
| 5.3         |             | Дорога для автомобилей                                          | Дорога, предназначенная для движения только автомобилей, автобусов и мотоциклов. |
| 5.4         |             | Конец дороги для автомобилей                                    | Отменяет действие знака 5.3 |
| 5.5         |             | Дорога с односторонним движением                                | Дорога или конструктивно отделённая проезжая часть дороги, по которой движение транспортных средств по всей ширине осуществляется в одном направлении. |
| 5.6         |             | Конец дороги с односторонним движением                          | Отменяет действие знака 5.5 |
| 5.7.1       |             | Выезд на дорогу с односторонним движением                       | Выезд на дорогу или проезжую часть, по которой движение транспортных средств разрешено только в направлении, указанном на знаке. |
| 5.7.2       |             | Выезд на дорогу с односторонним движением                       | Выезд на дорогу или проезжую часть, по которой движение транспортных средств разрешено только в направлении, указанном на знаке. |
| 5.8.1       |             | Направления движения по полосам                                 | Количество полос движения на перекрестке и разрешённые направления движения по каждой из них. |
| 5.8.2       |             | Направление движения по полосе                                  | Разрешённое направление (направления) движения по полосе. На знаках 5.8.1, 5.8.2 может быть отражена информация об ограничениях дорожного движения на перекрестке (нанесены изображения запрещающих или предписывающих знаков). Знаки 5.8.1, 5.8.2, разрешающие поворот налево с крайней левой полосы движения, разрешают и разворот с этой полосы. Конфигурация стрелок может быть изменена в соответствии с конфигурацией конкретного перекрестка. Действие знаков 5.8.1, 5.8.2, установленных перед перекрестком, распространяется на весь перекрёсток, если знаки 5.8.1, 5.8.2 или 4.1.1—4.1.6, установленные на перекрестке, не дают других указаний.                              |
| 5.8.3       |             | Начало полосы                                                   | Начало дополнительной полосы на подъёме или полосы торможения. Если на знаке, установленном перед дополнительной полосой движения, нанесено изображение знака 4.4 или 4.7, то водитель транспортного средства, которое не может продолжить движение по основной полосе с учётом требований указанных знаков, должен перестроиться на дополнительную полосу движения. |
| 5.8.4       |             | Начало полосы                                                   | Начало участка средней полосы трехполосной дороги, предназначенного для движения в данном направлении, или начало полосы торможения для поворота налево либо разворота. Если на знаке 5.8.4 изображён знак, запрещающий движение каким-либо транспортным средствам, то движение этих транспортных средств по соответствующей полосе запрещается. |
| 5.8.5       |             | Конец полосы                                                    | Конец дополнительной полосы на подъёме или полосы разгона. |
| 5.8.6       |             | Конец полосы                                                    | Конец полосы, предназначенной для движения в данном направлении. |
| 5.8.7       |             | Направление движения по полосам                                 | Если на знаке 5.8.7 нанесено изображение запрещающего или предписывающего знака, то указанные ограничения, условия или режимы движения вводятся на соответствующей полосе движения. Части знаков 5.8.7, 5.8.8, обозначающие количество полос для встречных направлений движения, могут быть выполнены в виде отдельных знаков, установленных на небольшом расстоянии один от другого. |
| 5.8.8       |             | Направление движения по полосам                                 | Если на знаке 5.8.7 нанесено изображение запрещающего или предписывающего знака, то указанные ограничения, условия или режимы движения вводятся на соответствующей полосе движения. Части знаков 5.8.7, 5.8.8, обозначающие количество полос для встречных направлений движения, могут быть выполнены в виде отдельных знаков, установленных на небольшом расстоянии один от другого. |
| 5.8.9       |             | Число полос                                                     | Указывает число полос движения и режимы движения по полосам. Водитель обязан выполнять требования знаков, нанесенных на стрелки. Знак вне города устанавливается за 150—300 м до знака, в городе за 50-100 м до знака. |
| 5.9.1       |             | Полоса для маршрутных транспортных средств                      | Полоса, предназначенная для движения только маршрутных транспортных средств, движущихся попутно общему потоку транспортных средств. Действие знака распространяется на полосу, над которой он расположен. Действие знака, установленного справа от дороги, распространяется на крайнюю правую полосу. |
| 5.9.2       |             | Конец полосы для маршрутных транспортных средств                | Конец зоны действия знака 5.9.1. |
| 5.10.1      |             | Дорога с полосой для маршрутных транспортных средств            | Дорога, по которой движение маршрутных транспортных средств осуществляется по специально выделенной полосе навстречу потоку транспортных средств. |
| 5.10.2      |             | Выезд на дорогу с полосой для маршрутных транспортных средств   | Выезд на дорогу, по которой движение маршрутных транспортных средств осуществляется по специально выделенной полосе навстречу потоку транспортных средств. |
| 5.10.3      |             | Выезд на дорогу с полосой для маршрутных транспортных средств   | Выезд на дорогу, по которой движение маршрутных транспортных средств осуществляется по специально выделенной полосе навстречу потоку транспортных средств. |
| 5.10.4      |             | Конец дороги с полосой для маршрутных транспортных средств      | Отменяет действие знака 5.10.1. |
| 5.11.1      |             | Место для разворота                                             | Обозначает разрыв в разделительной зоне, разделительной полосе или часть перекрёстка, где разрешён разворот. |
| 5.11.2      |             | Зона для разворота                                              | Начало зоны для разворота транспортных средств и её длина. |
| 5.12        |             | Остановочный пункт автобуса и (или) троллейбуса                 | Знак обозначает начало посадочной площадки остановочного пункта автобуса и (или) троллейбуса. Вне населённых пунктов знак может быть установлен на павильоне со стороны прибытия маршрутных транспортных средств. В нижней части знака может быть нанесено изображение таблички 7.2.1 с указанием расстояния, равного протяжённости посадочной площадки. Знак может иметь расписание по желанию издателя знака. |
| 5.13        |             | Остановочный пункт трамвая                                      | Знак обозначает начало зоны остановочного пункта трамвая. В нижней части знака может быть нанесено изображение таблички 7.2.1 с указанием расстояния, равного протяжённости зоны остановочного пункта трамвая. По желанию издателя может быть расписание. |
| 5.14        |             | Место стоянки такси                                             | Знак обозначает зону на проезжей части дороги или специальную площадку, предназначенную только для стоянки такси. На знаке может быть указано количество такси, которым разрешено одновременно находиться на стоянке. В населённых пунктах зона стоянки такси может быть обозначена двумя знаками 5.14.2, один из которых устанавливается в начале зоны с табличкой 7.2.1, второй — в конце зоны стоянки. |
| 5.15        |             | Место стоянки                                                   | Знак обозначает специальную площадку, зону на проезжей части дороги или на тротуаре, которые отведены для стоянки транспортных средств. Для уточнения направления движения, расстояния до специальной площадки и разрешённых на ней условий стоянки со знаком 5.15 могут применяться таблички. |
| 5.16.1      |             | Пешеходный переход                                              | Знаки обозначают зону для перехода пешеходами проезжей части дороги. На пешеходных переходах шириной более 10 метров со знаком 5.16.2 может быть установлена табличка 7.2.1 или 7.2.2, на которой указывается ширина зоны пешеходного перехода. |
| 5.16.2      |             | Пешеходный переход                                              | Знаки обозначают зону для перехода пешеходами проезжей части дороги. На пешеходных переходах шириной более 10 метров со знаком 5.16.2 может быть установлена табличка 7.2.1 или 7.2.2, на которой указывается ширина зоны пешеходного перехода. |
| 5.17.1      |             | Подземный пешеходный переход                                    | Указывает место, где пешеходы могут безопасно перейти дорогу при помощи подземного пешеходного перехода. |
| 5.17.2      |             | Подземный пешеходный переход                                    | Указывает место, где пешеходы могут безопасно перейти дорогу при помощи подземного пешеходного перехода. |
| 5.17.3      |             | Надземный пешеходный переход                                    | Указывает место, где пешеходы могут безопасно перейти дорогу при помощи надземного пешеходного перехода. |
| 5.17.4      |             | Надземный пешеходный переход                                    | Указывает место, где пешеходы могут безопасно перейти дорогу при помощи надземного пешеходного перехода. |
| 5.18.1      |             | Рекомендуемая скорость                                          | Скорость, с которой рекомендуется движение на данном участке дороги. Зона действия знака распространяется до знака 5.18.2 либо до знака 5.18.1 с другим значением рекомендуемой скорости или до ближайшего обозначенного перекрестка, а при применении знака 5.18.1 с предупреждающим знаком определяется протяжённостью опасного участка дороги. |
| 5.18.2      |             | Конец действия знака «Рекомендуемая скорость»                   | Конец зоны действия знака «Рекомендуемая скорость» |
| 5.19.1      |             | Тупик                                                           | Указывает участок дороги, где невозможно сквозное движение, не запрещая при этом движение в направлении тупика. |
| 5.19.2      |             | Тупик                                                           | Указывает участок дороги, где невозможно сквозное движение, не запрещая при этом движение в направлении тупика. |
| 5.19.3      |             | Тупик                                                           | Указывает участок дороги, где невозможно сквозное движение, не запрещая при этом движение в направлении тупика. |
| 5.20.1      |             | Предварительный указатель направлений                           | Указывает направления движения к населённым пунктам или другим объектам. На знаках могут быть нанесены символы автомагистрали, аэропорта, изображения знаков 5.29.1, 5.29.2, а также других символов и знаков, информирующих об особенностях дорожного движения. В нижней части знака 5.20.1 указывается расстояние от места его установки до перекрестка или начала полосы торможения. Знак 5.20.1 применяется также для указания схемы маршрута объезда участков дорог, на которых установлен один из запрещающих знаков 3.4, 3.6, 3.11.1, 3.12.1, 3.13-3.15.1. В этом случае на знаке должны быть нанесены схема маршрута объезда и изображение соответствующего запрещающего знака. |
| 5.20.2      |             | Предварительный указатель направлений                           | Указывает направления движения к населённым пунктам или другим объектам. На знаках могут быть нанесены символы автомагистрали, аэропорта, изображения знаков 5.29.1, 5.29.2, а также других символов и знаков, информирующих об особенностях дорожного движения. В нижней части знака 5.20.1 указывается расстояние от места его установки до перекрестка или начала полосы торможения. Знак 5.20.1 применяется также для указания схемы маршрута объезда участков дорог, на которых установлен один из запрещающих знаков 3.4, 3.6, 3.11.1, 3.12.1, 3.13-3.15.1. В этом случае на знаке должны быть нанесены схема маршрута объезда и изображение соответствующего запрещающего знака. |
| 5.20.3      |             | Схема движения                                                  | Маршрут движения на перекрестке в случае запрещения отдельных манёвров, указание разрешённых направлений движения на перекрестке со сложной планировкой. |
| 5.21.1      |             | Указатель направления                                           | Указывает направление (направления) движения к населённым пунктам или другим объектам. На знаках могут быть нанесены расстояния до указанных на них объектов (км), символы автомагистрали, аэропорта, изображения знаков 5.29.1, 5.29.2, а также других символов и знаков, информирующих об особенностях дорожного движения. |
| 5.21.2      |             | Указатель направлений                                           | Указывает направление (направления) движения к населённым пунктам или другим объектам. На знаках могут быть нанесены расстояния до указанных на них объектов (км), символы автомагистрали, аэропорта, изображения знаков 5.29.1, 5.29.2, а также других символов и знаков, информирующих об особенностях дорожного движения. |
| 5.22.1      |             | Начало населённого пункта                                       | Начало населённого пункта, в котором действуют специальные требования Правил, устанавливающие порядок дорожного движения в населённых пунктах. |
| 5.22.2      |             | Начало населённого пункта                                       | Начало населённого пункта, в котором действуют специальные требования Правил, устанавливающие порядок дорожного движения в населённых пунктах. |
| 5.23.1      |             | Конец населённого пункта                                        | Место дороги, с которого утрачивают силу специальные требования Правил, устанавливающие порядок дорожного движения в населённых пунктах. |
| 5.23.2      |             | Конец населённого пункта                                        | Место дороги, с которого утрачивают силу специальные требования Правил, устанавливающие порядок дорожного движения в населённых пунктах. |
| 5.24        |             | Начало границы населённого пункта                               | Начало границы населённого пункта, при движении по которому на данной дороге не действуют специальные требования Правил, устанавливающие порядок дорожного движения в населённых пунктах. |
| 5.25        |             | Конец границы населённого пункта                                | Конец границы населённого пункта, обозначенного знаком 5.24. |
| 5.26.1      |             | Наименование объекта                                            | На белом фоне наименование объекта в населённом пункте (название улицы, театра, музея и т. п.). На синем фоне наименование объекта, не являющегося населённым пунктом (река, озеро, достопримечательности и т. п.), а также обозначение границ административно-территориальных и территориальных единиц. |
| 5.27        |             | Указатель расстояний                                            | Расстояние до населённых пунктов или других объектов (км). |
| 5.28        |             | Километровый знак                                               | Расстояние от начала дороги (км). |
| 5.29.1      |             | Номер дороги                                                    | Номер дороги, на которой установлен данный знак. |
| 5.29.2      |             | Номер и направление дороги                                      | Указывает направление дороги (синий фон — направление в сторону дороги) с соответствующим номером. |
| 5.30.1      |             | Направление движения грузовых автомобилей                       | Рекомендуемое направление движения для грузовых автомобилей, тракторов и самоходных машин, если на перекрестке их движение в одном из направлений запрещено. |
| 5.30.2      |             | Направление движения грузовых автомобилей                       | Рекомендуемое направление движения для грузовых автомобилей, тракторов и самоходных машин, если на перекрестке их движение в одном из направлений запрещено. |
| 5.30.3      |             | Направление движения грузовых автомобилей                       | Рекомендуемое направление движения для грузовых автомобилей, тракторов и самоходных машин, если на перекрестке их движение в одном из направлений запрещено. |
| 5.31        |             | Схема объезда                                                   | Маршрут объезда участка дороги, временно закрытого для движения. |
| 5.32.1      |             | Направление объезда                                             | Направление объезда участка дороги, временно закрытого для движения. |
| 5.32.2      |             | Направление объезда                                             | Направление объезда участка дороги, временно закрытого для движения. |
| 5.32.3      |             | Направление объезда                                             | Направление объезда участка дороги, временно закрытого для движения. |
| 5.33        |             | Стоп-линия                                                      | Место остановки транспортных средств при запрещающем сигнале регулировщика, светофора. |
| 5.34.1      |             | Предварительный указатель перестроения на другую проезжую часть | Направление объезда участка проезжей части дороги с разделительной полосой, временно закрытого для движения. |
| 5.34.2      |             | Предварительный указатель перестроения на другую проезжую часть | Направление движения для возвращения на правую проезжую часть дороги. |
| 5.35        |             | Реверсивное движение                                            | Начало участка дороги, на котором на одной или нескольких полосах направление движения может изменяться на противоположное. |
| 5.36        |             | Конец реверсивного движения                                     | Конец участка дороги, обозначенного знаком 5.35. |
| 5.37        |             | Выезд на дорогу с реверсивным движением                         | Выезд на участок дороги, на котором на одной или нескольких полосах направление движения может изменяться на противоположное. |
| 5.38        |             | Жилая зона                                                      | Территория, на которой действуют требования Правил дорожного движения Республики Таджикистан, устанавливающие порядок движения в жилой зоне. |
| 5.39        |             | Конец жилой зоны                                                | Отменяет действие знака 5.38. |
| 5.40        |             | Искусственная неровность                                        | Обозначает границы искусственной неровности. Знак устанавливается на ближайшей границе искусственной неровности относительно приближающихся транспортных средств. |
| 5.41        |             | Зона с ограничением максимальной скорости                       | Место, с которого начинается территория (участок дороги), где ограничена максимальная скорость движения. |
| 5.42        |             | Конец зоны с ограничением максимальной скорости                 | Отменяет действие знака 5.41. |
| 5.43        |             | Зона регулируемой стоянки                                       | Место, с которого начинается территория (участок дороги), где стоянка разрешена и регулируется с помощью табличек и разметки. |
| 5.44        |             | Конец зоны регулируемой стоянки                                 | Отменяет действие знака 5.43. |
| 5.45        |             | Зона с ограничением максимальной скорости                       | Место, с которого начинается территория (участок дороги), где ограничена максимальная скорость движения. |
| 5.46        |             | Конец зоны с ограничением максимальной скорости                 | Отменяет действие знака 5.45. |
| 5.47        |             | Пешеходная зона                                                 | Место, с которого начинается территория (участок дороги), на которой разрешено движение пешеходов, велосипедистов. |
| 5.48        |             | Конец пешеходной зоны                                           | Отменяет действие знака 5.47. |
| 5.49        |             | Общие ограничения максимальной скорости                         | Общие ограничения скорости, установленные Правилами дорожного движения Республики Таджикистан. |
| 5.50        |             | Полоса аварийной остановки                                      | Полоса аварийной остановки на крутом спуске. |
| 5.51.1      |             | Платная автомобильная дорога                                    | Знак информирует о начале участка дороги, на котором используется система электронного сбора платы в режиме свободного многополосного движения за проезд транспортных средств. |
| 5.51.2      |             | Конец платной автомобильной дороги                              | Знак информирует о конце участка дороги, на котором используется система электронного сбора платы в режиме свободного многополосного движения за проезд транспортных средств. |
| 5.53.1      |             | Аварийный выход                                                 | Указывает место в тоннеле, где находится аварийный выход. |
| 5.53.2      |             | Аварийный выход                                                 | Указывает место в тоннеле, где находится аварийный выход. |
| 5.54.1      |             | Направление движения к аварийному выходу                        | Указывает направление к аварийному выходу и расстояние до него. |
| 5.54.2      |             | Направление движения к аварийному выходу                        | Указывает направление к аварийному выходу и расстояние до него. |

## Знаки сервиса
Знаки сервиса информируют о расположении соответствующих объектов.
В нижней части знака могут наноситься изображения знаков 7.1.1, 7.1.3, 7.1.4 «Расстояние до объекта» белого цвета.
| Номер знака | Изображение | Название                               | Пояснение                                                 |
| ----------- | ----------- | -------------------------------------- | --------------------------------------------------------- |
| 6.1         |             | Пункт первой медицинской помощи        |                                                           |
| 6.2         |             | Больница                               |                                                           |
| 6.3.1       |             | Автозаправочная станция                | Автозаправочная станция (только жидкое топливо)           |
| 6.3.2       |             | Автозаправочная станция                | Газовая автозаправочная станция (только газ)              |
| 6.3.3       |             | Автозаправочная станция                | Совместная автозаправочная станция (жидкое топливо и газ) |
| 6.4         |             | Техническое обслуживание автомобилей   |                                                           |
| 6.5         |             | Мойка автомобилей                      |                                                           |
| 6.6         |             | Телефон                                |                                                           |
| 6.7         |             | Пункт питания                          |                                                           |
| 6.8         |             | Питьевая вода                          |                                                           |
| 6.9         |             | Гостиница или мотель                   |                                                           |
| 6.10        |             | Кемпинг                                |                                                           |
| 6.11        |             | Место отдыха                           |                                                           |
| 6.12        |             | ГАИ                                    |                                                           |
| 6.13        |             | Милиция                                |                                                           |
| 6.14        |             | Пункт контроля автомобильных перевозок |                                                           |
| 6.15        |             | Бассейн или пляж                       |                                                           |
| 6.16        |             | Туалет                                 |                                                           |
| 6.17        |             | Огнетушитель                           | Указывает место, где находится огнетушитель.              |

## Знаки дополнительной информации (таблички)
Знаки дополнительной информации (таблички) уточняют или ограничивают действие знаков, с которыми они применены.
Таблички размещаются непосредственно под знаком, с которым они применены. Таблички 7.2.2 — 7.2.4, 7.13 при расположении знаков над проезжей частью, обочиной или тротуаром размещаются сбоку от знака.
| Номер знака | Изображение | Название                                            | Пояснение |
| ----------- | ----------- | --------------------------------------------------- | --- |
| 7.1.1       |             | Расстояние до объекта                               | Указывает расстояние от знака до начала опасного участка дороги или до места, с которого начинает действовать ограничение дорожного движения, или до определённого объекта (места), расположенного по ходу движения. |
| 7.1.2       |             | Расстояние до объекта                               | Указывает расстояние от знака 2.4 до перекрестка в случае, если непосредственно перед перекрестком установлен знак 2.5. |
| 7.1.3       |             | Расстояние до объекта                               | Указывает расстояние до объекта, находящегося в стороне от дороги. |
| 7.1.4       |             | Расстояние до объекта                               | Указывает расстояние до объекта, находящегося в стороне от дороги. |
| 7.2.1       |             | Зона действия                                       | Указывает протяжённость опасного участка дороги, обозначенного предупреждающими знаками, или зону действия запрещающих, предписывающих либо информационно-указательных знаков. |
| 7.2.2       |             | Зона действия                                       | Указывает зону действия знаков 3.27-3.30, если она не распространяется до ближайшего обозначенного перекрестка, а также ширину зоны пешеходного перехода, обозначенного знаками 5.16.1, 5.16.2. |
| 7.2.3       |             | Зона действия                                       | Указывает конец зоны действия знаков 3.27-3.30. |
| 7.2.4       |             | Зона действия                                       | Информирует водителей о нахождении транспортных средств в зоне действия знаков 3.27-3.30. |
| 7.2.5       |             | Зона действия                                       | Указывают направление и зону действия знаков 3.27-3.30 справа и (или) слева от них. |
| 7.2.6       |             | Зона действия                                       | Указывают направление и зону действия знаков 3.27-3.30 справа и (или) слева от них. |
| 7.3.1       |             | Направления действия                                | Указывают направления действия знаков, установленных перед перекрёстком или направления движения к обозначенным объектам, находящимся непосредственно у дороги. |
| 7.3.2       |             | Направления действия                                | Указывают направления действия знаков, установленных перед перекрёстком или направления движения к обозначенным объектам, находящимся непосредственно у дороги. |
| 7.3.3       |             | Направления действия                                | Указывают направления действия знаков, установленных перед перекрёстком или направления движения к обозначенным объектам, находящимся непосредственно у дороги. |
| 7.4.1       |             | Вид транспортного средства                          | Указывают вид транспортного средства, на который распространяется действие знака. Табличка 7.4.1 распространяет действие знака на грузовые автомобили (в том числе с прицепом) с технически допустимой общей массой свыше 3,5 т. Табличка 7.4.3 — на легковые автомобили, а также на грузовые автомобили с технически допустимой общей массой до 3,5 т включительно. Табличка 7.4.8 — на транспортные средства, оборудованные опознавательными знаками «Опасный груз». |
| 7.4.2       |             | Вид транспортного средства                          | Указывают вид транспортного средства, на который распространяется действие знака. Табличка 7.4.1 распространяет действие знака на грузовые автомобили (в том числе с прицепом) с технически допустимой общей массой свыше 3,5 т. Табличка 7.4.3 — на легковые автомобили, а также на грузовые автомобили с технически допустимой общей массой до 3,5 т включительно. Табличка 7.4.8 — на транспортные средства, оборудованные опознавательными знаками «Опасный груз». |
| 7.4.3       |             | Вид транспортного средства                          | Указывают вид транспортного средства, на который распространяется действие знака. Табличка 7.4.1 распространяет действие знака на грузовые автомобили (в том числе с прицепом) с технически допустимой общей массой свыше 3,5 т. Табличка 7.4.3 — на легковые автомобили, а также на грузовые автомобили с технически допустимой общей массой до 3,5 т включительно. Табличка 7.4.8 — на транспортные средства, оборудованные опознавательными знаками «Опасный груз». |
| 7.4.4       |             | Вид транспортного средства                          | Указывают вид транспортного средства, на который распространяется действие знака. Табличка 7.4.1 распространяет действие знака на грузовые автомобили (в том числе с прицепом) с технически допустимой общей массой свыше 3,5 т. Табличка 7.4.3 — на легковые автомобили, а также на грузовые автомобили с технически допустимой общей массой до 3,5 т включительно. Табличка 7.4.8 — на транспортные средства, оборудованные опознавательными знаками «Опасный груз». |
| 7.4.5       |             | Вид транспортного средства                          | Указывают вид транспортного средства, на который распространяется действие знака. Табличка 7.4.1 распространяет действие знака на грузовые автомобили (в том числе с прицепом) с технически допустимой общей массой свыше 3,5 т. Табличка 7.4.3 — на легковые автомобили, а также на грузовые автомобили с технически допустимой общей массой до 3,5 т включительно. Табличка 7.4.8 — на транспортные средства, оборудованные опознавательными знаками «Опасный груз». |
| 7.4.6       |             | Вид транспортного средства                          | Указывают вид транспортного средства, на который распространяется действие знака. Табличка 7.4.1 распространяет действие знака на грузовые автомобили (в том числе с прицепом) с технически допустимой общей массой свыше 3,5 т. Табличка 7.4.3 — на легковые автомобили, а также на грузовые автомобили с технически допустимой общей массой до 3,5 т включительно. Табличка 7.4.8 — на транспортные средства, оборудованные опознавательными знаками «Опасный груз». |
| 7.4.7       |             | Вид транспортного средства                          | Указывают вид транспортного средства, на который распространяется действие знака. Табличка 7.4.1 распространяет действие знака на грузовые автомобили (в том числе с прицепом) с технически допустимой общей массой свыше 3,5 т. Табличка 7.4.3 — на легковые автомобили, а также на грузовые автомобили с технически допустимой общей массой до 3,5 т включительно. Табличка 7.4.8 — на транспортные средства, оборудованные опознавательными знаками «Опасный груз». |
| 7.4.8       |             | Вид транспортного средства                          | Указывают вид транспортного средства, на который распространяется действие знака. Табличка 7.4.1 распространяет действие знака на грузовые автомобили (в том числе с прицепом) с технически допустимой общей массой свыше 3,5 т. Табличка 7.4.3 — на легковые автомобили, а также на грузовые автомобили с технически допустимой общей массой до 3,5 т включительно. Табличка 7.4.8 — на транспортные средства, оборудованные опознавательными знаками «Опасный груз». |
| 7.5.1       |             | Субботние, воскресные и праздничные дни             | Указывают дни недели, в течение которых действует знак. |
| 7.5.2       |             | Рабочие дни                                         | Указывают дни недели, в течение которых действует знак. |
| 7.5.3       |             | Дни недели                                          | Указывают дни недели, в течение которых действует знак. |
| 7.5.4       |             | Время действия                                      | Указывает время суток, в течение которого действует знак. |
| 7.5.5       |             | Время действия                                      | Указывают дни недели и время суток, в течение которых действует знак. |
| 7.5.6       |             | Время действия                                      | Указывают дни недели и время суток, в течение которых действует знак. |
| 7.5.7       |             | Время действия                                      | Указывают дни недели и время суток, в течение которых действует знак. |
| 7.6.1       |             | Способ постановки транспортного средства на стоянку | Указывает, что все транспортные средства должны быть поставлены на стоянку на проезжей части вдоль тротуара. |
| 7.6.2       |             | Способ постановки транспортного средства на стоянку | Указывают способ постановки легковых автомобилей и мотоциклов на околотротуарной стоянке. Остановка и стоянка других транспортных средств запрещаются. |
| 7.6.3       |             | Способ постановки транспортного средства на стоянку | Указывают способ постановки легковых автомобилей и мотоциклов на околотротуарной стоянке. Остановка и стоянка других транспортных средств запрещаются. |
| 7.6.4       |             | Способ постановки транспортного средства на стоянку | Указывают способ постановки легковых автомобилей и мотоциклов на околотротуарной стоянке. Остановка и стоянка других транспортных средств запрещаются. |
| 7.6.5       |             | Способ постановки транспортного средства на стоянку | Указывают способ постановки легковых автомобилей и мотоциклов на околотротуарной стоянке. Остановка и стоянка других транспортных средств запрещаются. |
| 7.6.6       |             | Способ постановки транспортного средства на стоянку | Указывают способ постановки легковых автомобилей и мотоциклов на околотротуарной стоянке. Остановка и стоянка других транспортных средств запрещаются. |
| 7.6.7       |             | Способ постановки транспортного средства на стоянку | Указывают способ постановки легковых автомобилей и мотоциклов на околотротуарной стоянке. Остановка и стоянка других транспортных средств запрещаются. |
| 7.6.8       |             | Способ постановки транспортного средства на стоянку | Указывают способ постановки легковых автомобилей и мотоциклов на околотротуарной стоянке. Остановка и стоянка других транспортных средств запрещаются. |
| 7.6.9       |             | Способ постановки транспортного средства на стоянку | Указывают способ постановки легковых автомобилей и мотоциклов на околотротуарной стоянке. Остановка и стоянка других транспортных средств запрещаются. |
| 7.7         |             | Стоянка с неработающим двигателем                   | Указывает, что на стоянке, обозначенной знаком 6.4, разрешается стоянка транспортных средств только с неработающим двигателем. |
| 7.8         |             | Платные услуги                                      | Указывает, что услуги предоставляются только за наличный расчет. |
| 7.9         |             | Ограничение продолжительности стоянки               | Указывает максимальную продолжительность пребывания транспортного средства на стоянке, обозначенной знаком 5.15. |
| 7.10        |             | Место для осмотра автомобилей                       | Указывает, что на площадке, обозначенной знаком 5.15 или 6.11, имеется эстакада или смотровая канава для осмотра транспортных средств. |
| 7.11        |             | Ограничение разрешённой максимальной массы          | Указывает, что действие знака распространяется только на транспортные средства с фактической массой более обозначенной на табличке. |
| 7.12        |             | Опасная обочина                                     | Предупреждает, что съезд на обочину опасен в связи с проведением на ней ремонтных работ. Применяется со знаком 1.25. |
| 7.13        |             | Направление главной дороги                          | Устанавливается со знаками 2.1, 2.4, 2.5 и указывает направление главной дороги на перекрестке. |
| 7.14        |             | Полоса движения                                     | Указывает полосу движения, на которую распространяется действие знака или светофора. |
| 7.15        |             | Пешеходы-инвалиды по зрению                         | Указывает, что пешеходным переходом часто пользуются инвалиды по зрению. Применяется со знаками 1.20, 5.16.1, 5.16.2 и светофорами. |
| 7.16        |             | Влажное покрытие                                    | Указывает, что действие знака распространяется только на период времени, когда покрытие проезжей части дороги является влажным. |
| 7.17        |             | Инвалиды                                            | Используется с дорожным знаком 5.15 и информирует, что стояночная площадка или её часть отведена для стоянки транспортных средств с опознавательным знаком «Инвалид». |
| 7.18        |             | Кроме инвалидов                                     | Указывает, что действие знака не распространяется на транспортные средства с опознавательным знаком «Инвалид». |
| 7.19        |             | Класс опасного груза                                | Устанавливается со знаком 3.32 и указывает номер класса опасного груза (согласно ГОСТ 19433-88), с которым движение транспортных средств запрещено. |
| 7.20.1      |             | Тип тележки транспортного средства                  | Применяется со знаком 3.12. Указывает число сближенных осей транспортного средства, для каждой из которых указанная на знаке масса является предельно допустимой. |
| 7.20.2      |             | Тип тележки транспортного средства                  | Применяется со знаком 3.12. Указывает число сближенных осей транспортного средства, для каждой из которых указанная на знаке масса является предельно допустимой. |
| 7.21.1      |             | Вид маршрутного транспортного средства              | Применяются со знаком 6.4. Обозначают место стоянки транспортных средств у станций метро, остановки автобуса (троллейбуса) или трамвая, где возможна пересадка на соответствующий вид транспорта. |
| 7.21.2      |             | Вид маршрутного транспортного средства              | Применяются со знаком 6.4. Обозначают место стоянки транспортных средств у станций метро, остановки автобуса (троллейбуса) или трамвая, где возможна пересадка на соответствующий вид транспорта. |
| 7.21.3      |             | Вид маршрутного транспортного средства              | Применяются со знаком 6.4. Обозначают место стоянки транспортных средств у станций метро, остановки автобуса (троллейбуса) или трамвая, где возможна пересадка на соответствующий вид транспорта. |
| 7.22.1      |             | Препятствие                                         | Обозначают препятствие и направление его объезда. Применяются со знаками 4.2.1—4.2.3. |
| 7.22.2      |             | Препятствие                                         | Обозначают препятствие и направление его объезда. Применяются со знаками 4.2.1—4.2.3. |
| 7.22.3      |             | Препятствие                                         | Обозначают препятствие и направление его объезда. Применяются со знаками 4.2.1—4.2.3. |
| 7.23        |             | Количество опасных поворотов                        | Устанавливается со знаками 1.12.1, 1.12.2 и информирует о количестве опасных поворотов, расположенных один за другим. |
| 7.24        |             | Эвакуатор                                           | Устанавливается со знаками 3.27—3.30 и информирует о возможной эвакуации (блокировке колес) транспортного средства при отсутствии водителя в транспортном средстве или в непосредственной близости от него. |
| 7.25        |             | Нанесение разметки                                  | Устанавливается со знаком 1.23 и информирует о проведении работ по нанесению дорожной разметки. |
| 7.26        |             | Экстренная помощь                                   | Информирует о наличии экстренной связи на дороге. |
| 7.27.1      |             | Вид опасности                                       | Устанавливается со знаком 1.29 и информирует о возможном виде дорожно-транспортного происшествия. |
| 7.27.2      |             | Вид опасности                                       | Устанавливается со знаком 1.29 и информирует о возможном виде дорожно-транспортного происшествия. |
| 7.27.3      |             | Вид опасности                                       | Устанавливается со знаком 1.29 и информирует о возможном виде дорожно-транспортного происшествия. |
| 7.27.4      |             | Вид опасности                                       | Устанавливается со знаком 1.29 и информирует о возможном виде дорожно-транспортного происшествия. |
| 7.28        |             | Фотовидеофиксация                                   | Применяется со знаками 1.1, 1.2, 1.8, 1.35, 3.1-3.7, 3.18.1, 3.18.2, 3.19, 3.20, 3.22, 3.24, 3.27-3.30, 5.1―5.4, 5.14.1, 5.21, 5.23.1, 5.23.2, 5.24.1, 5.24.2, 5.25―5.27, 5.31, 5.35 и 5.37, а также со светофорами. |